# Kalotaszegi fafaragás

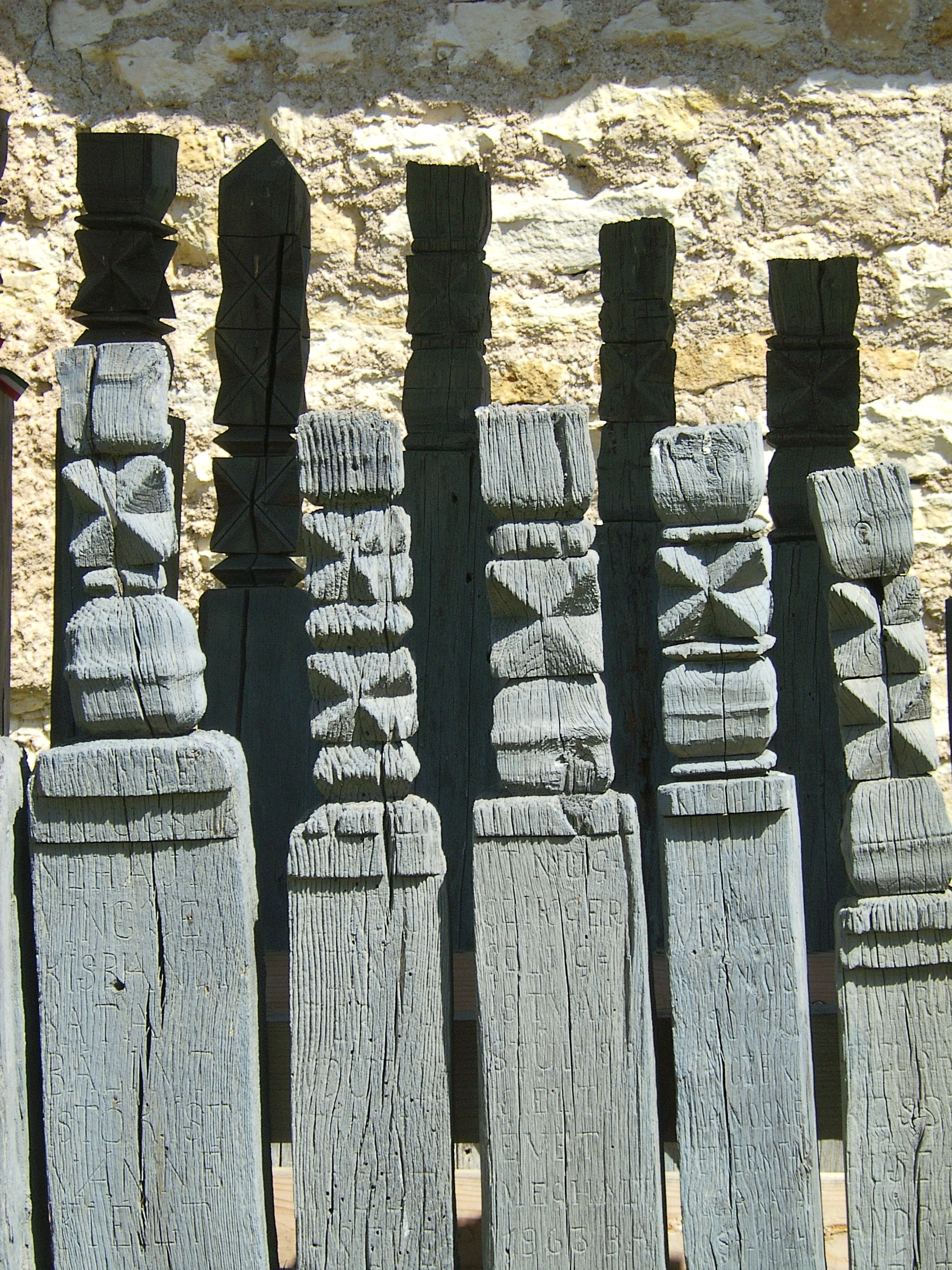
Magyarvalkói fejfák

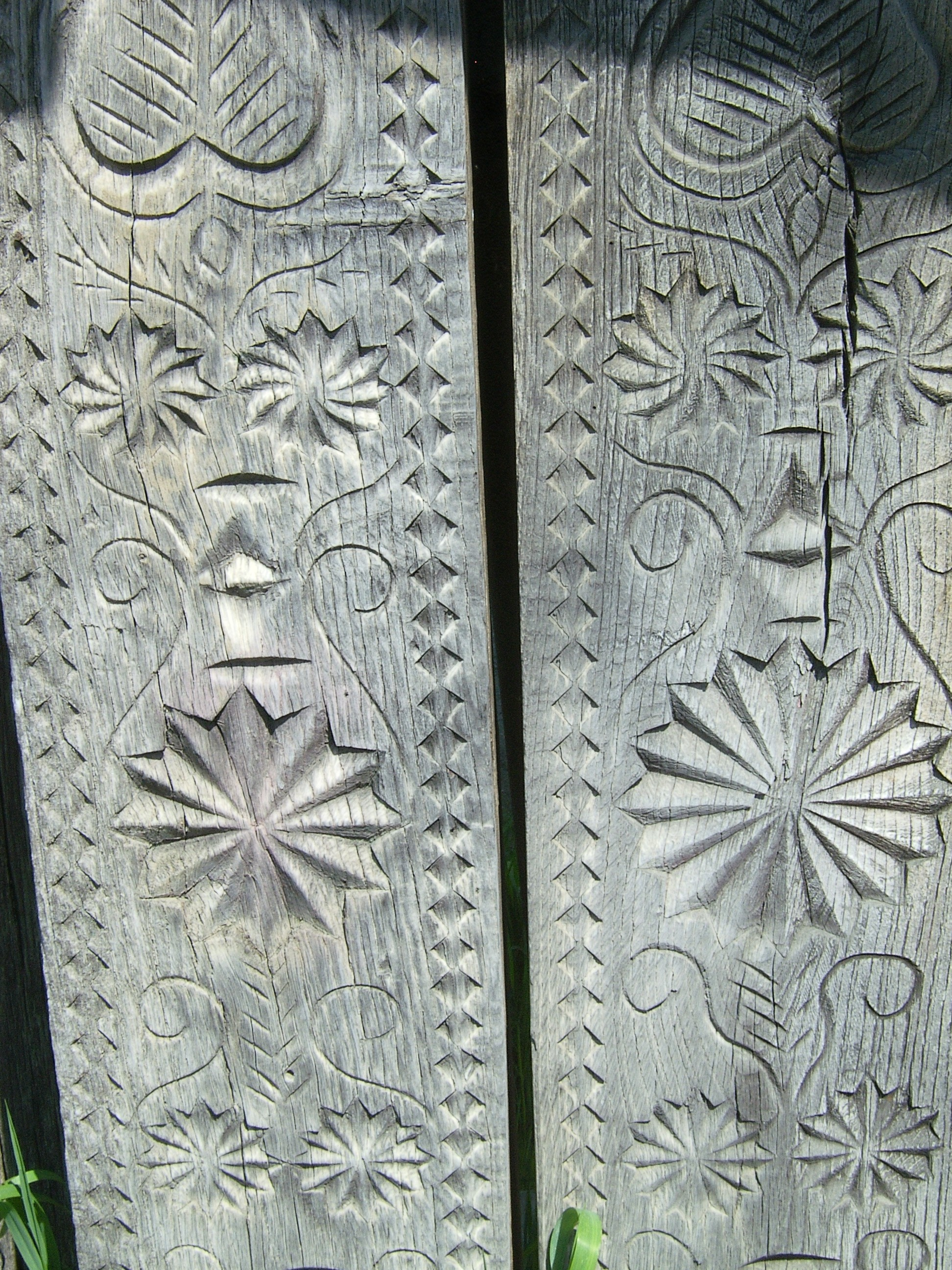
Körösfői motívumok

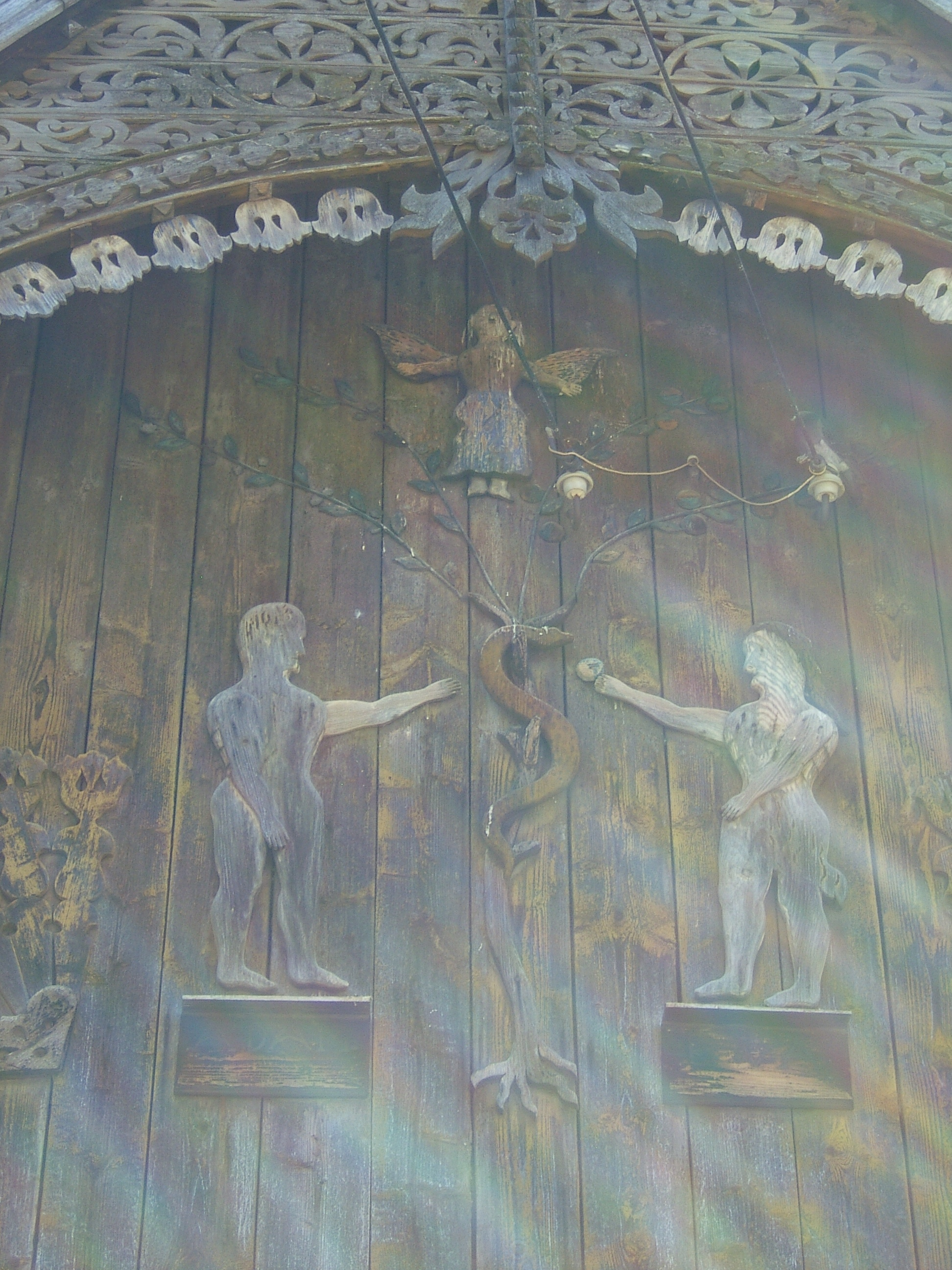
Magyarvalkói homlokzat

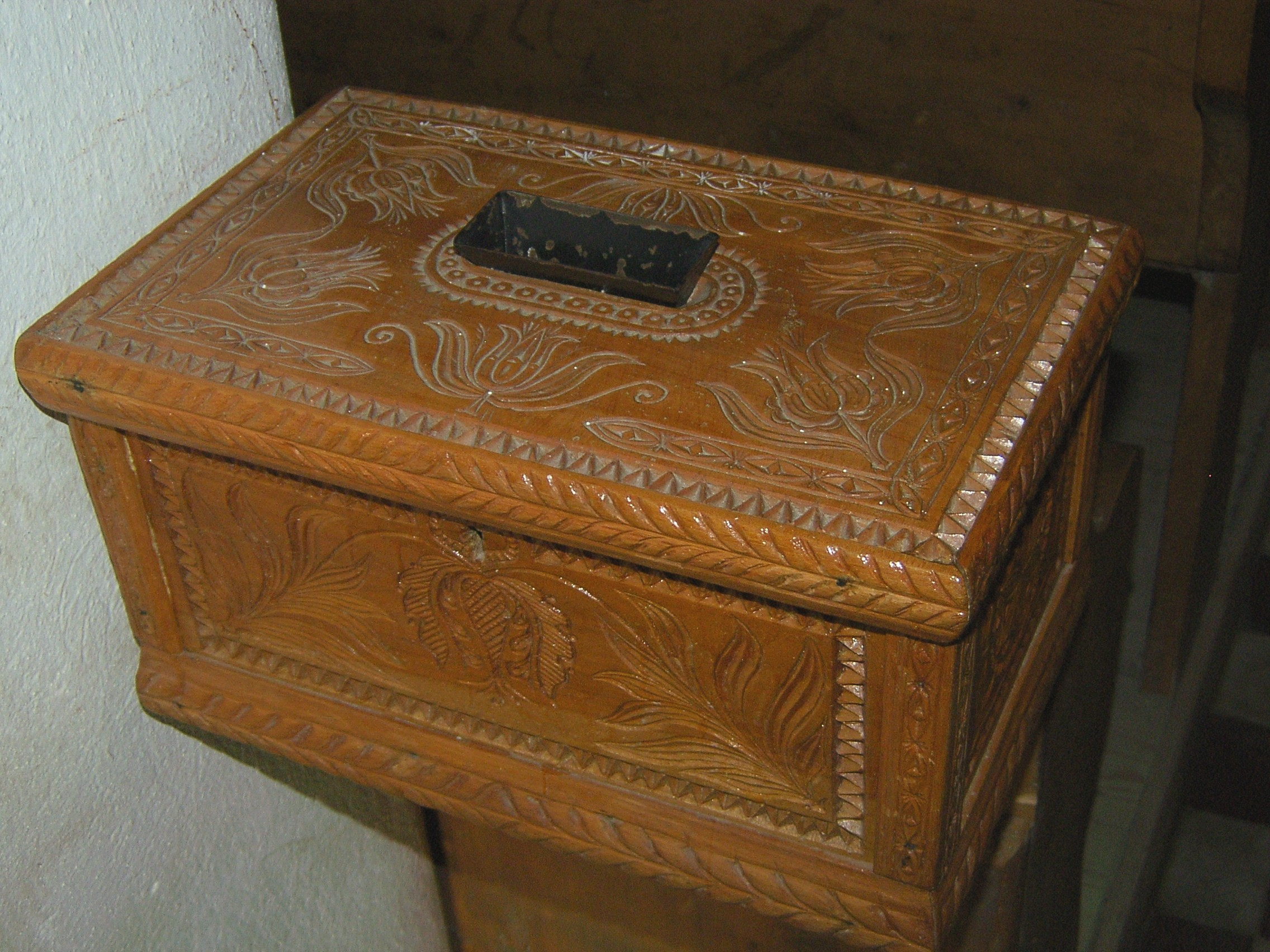
Magyargyerőmonostori persely

A kalotaszegi fafaragás tanulmányozásában és megismertetésében sokat köszönhetünk Malonyai Dezsőnek, akinek ötkötetes Magyar Nép Művészete című művének I. kötete teljes egészében Kalotaszeggel foglalkozik.
Malonyai egyik megállapítása szerint: „ritka az olyan kalotaszegi gazda, aki ne maga készítené gazdasági eszközeit, a díszítő faragáshoz meg a legtöbb ember ért. Akad a hímes utcaajtónak is mestere, rendesen minden faluban… Egy-egy faluban olyan földművesre találunk, aki az esztendő felében (télen) mesterségszerűen bútorkészítéssel foglalkozik, s bizonyos stílust ad az egész vidék holmijának.” Művével megelőzte korát, felismerte a népművészet óriási és érdekes, hogy a néprajz csak később, az 1930-as években fordult a faragott alkotások felé.
Kalotaszeg másik jeles tanulmányozója és ismertetője Jankó János volt, aki Kalotaszeg magyar népe című néprajzi tanulmányában ugyancsak kitért a fafaragásokra.
A kalotaszegi fafaragás támogatója és szervezője volt Gyarmathy Zsigmond és felesége Hory Etelka. Gyarmathynak szerepe volt az ország első gyermekjáték-készítő tanműhelyének megalapításában, amely 1879 tavaszán kezdte meg működését Bánffyhunyadon. A faragó szakiskola időtartama 3 év volt, az oktatással párhuzamosan termelő munka is folyt. Az 1879-es székesfehérvári ipari kiállításon a bánffyhunyadiak ezüstérmet nyertek, termékeiket Budapesten, Bécsben és Csehországban is árusították. 1886-ban megszűnt ugyan a tanműhely, de a végzett faragók tovább adták tudásukat. Egyre többen sajátították el az esztergályozást, az asztalosmesterséget és a faragást. Mindez kiemelte a lakosságot a földműves társadalom köréből.
Elmondhatjuk, hogy a 19. század végén és a 20. század elején a kalotaszegi fafaragás a virágkorát élte. A ház-, csűr-, kútkáva-, és kapuépítkezésen kívül, minden bútort, használati tárgyat faragványokkal díszítettek. A háztartásokban használt guzsalyakat, fonó orsókat, rokkákat, mángorlókat, kazettákat, titkos dobozokat, sulykokat, kapatisztítókat, gyermekjátékokat, majd sakk-készleteket fafaragók „díszítették fel”.
A kalotaszegi fafaragásnak két központja Körösfő és Magyarbikal volt. A körösfőiek - a bánffyhunyadi műhelyben tanultak hatására a „karcolva díszítés”-t alkalmazták, a bikaliak a hagyományos, ún. mélyfaragást használták. A körösfőiek barnára vagy sötétre pácolt felületre „hímezik” a motívumokat. Az ily módon előállított termékek (kazetták, asztalkák, kis székek stb.) könnyen felismerhetők a piacokon.
1895-ben megkezdődött Bánffyhunyadon a körösfői faragott bútorok árusítása. Gyarmathy Zsigmond javaslatára erre Supka László helybeli kereskedő vállalkozott. 1898-ban Körösfőn már 15 család foglalkozott faragott bútorok készítésével; évente átlag 150 bútor készült el. A Supka által kiállított kalotaszegi bútorok az 1896. évi millenniumi és az 1897-es Magyar Kereskedelmi Múzeum háziipari kiállításán nagy sikert arattak.
Ilyen előzmények után jelent meg Kalotaszegen Kós Károly, aki egész életét ennek a tájegységnek szentelte. Ő volt a magas, zsindellyel fedett faházak, udvarházak, óriás tornácos csűrök, karcsú festői fiatornyos templomtornyok, haranglábak, a faragott festett kapuk és temetők fejfáinak szorgalmazója a megtartásra és rajzban való megörökítője. „Mindez az ázsiai géniusz alkotása már. Mintha az ősi puszták bőr-, és nemezsátrait állították volna elő fából. És pálmát, rózsát, szegfűt, tulipánt, csillagot és napot, oroszlánt és tigrist hímeznek a fára és kopjafát szúrnak a halott fejéhez és kendős zászlót. Mintha csak az anyag változott volna meg, és változtatta volna meg a megmunkálás módját és a motívumokat.” - írta.
Az 1940-es évek elején Kalotaszeg falvaiban feltűnt egy tehetséges rajztanár és néprajzkutató, Csete Balázs, aki elévülhetetlen érdemeket szerzett a kalotaszegi fafaragás tanulmányozásában. 1942 és 1944 között fáradhatatlan szorgalommal rajzolta le Kalotaszeg falvaiban az utcaajtókat, a templomokat, a temetőkben a fejfákat.
A hatágú csillagformaként jelentkező rózsa motívumok hihetetlenül gazdag változatossággal rajzolták nemcsak az utcaajtókra, hanem a sulvkokra, a kapatisztítókra, a kisszékekre és az orsónehezítő karikákra is.
A rózsamotívumok közé idővel mind több és több más növényi elem is került, mind naturális, mind stilizált formában: tulipánok, szegfűk, különféle levelek (szőlő, csertölgy, bükk, rózsa), bimbók, gyümölcsök (szőlő indával, körte, cseresznye, makk).” A tulipán a népi ornamentikában a magyarság jelképe, ugyanakkor a szerelemé is.
Bánffyhunyadon a hagyományőrző fafaragást ma Kudor István fafaragó művész  is folytatja. Bejárta Kalotaszeg falvait és felleltározta a talált motívumkincseket. Vázlatfüzetében 336 forgóminta, 200 szélminta és 180 virágmotívum rajza látható. Szerinte a kalotaszegi díszítőművészet egyedi, sajátos és bárhol felismerhető motívumkincsét Ázsiából hozta magával a magyarság és anyagában, formavilágában, motívumkincsében a hagyományőrző kalotaszegi fafaragás levezethető az ősi magyar gyökerekből.